# Les Trois Vies de Thomasina
Pour plus de détails, voir Fiche technique et Distribution.
Les Trois Vies de Thomasina (The Three Lives of Thomasina) est un film américano-britannique produit par Walt Disney et réalisé par Don Chaffey, sorti en 1963. Il est adapté du roman de Paul Gallico : Thomasina, the Cat Who Thought She Was God (en) (1957).

## Synopsis
En 1912, dans une petite ville d'Écosse. Depuis la mort de sa femme, le vétérinaire Andrew MacDhui vit seul avec sa fille Mary et leur chatte Thomasina. Ce décès a brisé la foi de MacDhui en Dieu et provoqué sa préférence pour les animaux de compagnie « utiles » comme les animaux de ferme ou les chiens d'aveugle comme Bruce. L’histoire est racontée en voix off par la chatte Thomasina qui explique que son nom a d'abord été Thomas avant que ses maîtres s'aperçoivent de leur erreur.
Une nuit, alors qu'elle est pourchassée par des chiens sur la place du marché, Thomasina se blesse en chutant et demeure inconsciente. Marie et ses amis la découvrent le lendemain et l'emmènent chez le père de la fillette. MacDhui est en train d'opérer le chien Bruce qui a été percuté par une voiture. Interrompu par sa fille, MacDhui ausculte quand même Thomasina et, en raison de ses muscles raides, il diagnostique le tétanos. Bien que cette maladie soit soignable, MacDhui préfère euthanasier le chat et demande à son assistant Willie Bannock de le faire.
Mary est accablée par cette annonce et ne croit plus en son père qui avait juré de tout faire pour sauver leur chat. Elle en tient rigueur à son père et refuse de lui parler, le déclarant même mort. Pendant ce temps, Thomasina monte au Paradis des chats où les chats ayant épuisé leurs neuf vies sont transformés en siamois et passent l'éternité aux côtés du dieu égyptien Bastet. N'ayant vécu qu'une seule de ses vies, Thomasina retourne dans son corps mais reste dans le coma.
Mary et ses camarades - dont Hughie Stirling, Jamie et Geordie McNab - veulent offrir à Thomasina une cérémonie funéraire. Ils quittent la ville et s’enfoncent dans la vallée. Mais ils sont interrompus par « Mad » Lori MacGregor, une jeune et belle femme vivant dans la vallée, attirée par le chant des enfants. Ils s’enfuient parce qu'ils croient qu'elle est une sorcière car elle parvient à calmer et à soigner les animaux. Lori emmène Thomasina dans sa clinique vétérinaire de fortune et parvient à la sortir du coma. Mais la chatte a perdu la mémoire. Avec Lori, commence la seconde vie de Thomasina.
Lori n'a pas les connaissances en chirurgie pour soigner un blaireau blessé par un piège, et elle demande à Dieu de l'aide. C'est alors que MacDhui arrive chez elle pour lui donner son sentiment sur l'aide qu'elle apporte aux jeunes. Il lui dit qu'il va désormais demander aux villageois de ne plus venir le consulter pour leurs animaux malades et d'aller à la place voir Lori. Mais il ne termine pas ses propos et soigne le blaireau sous le regard amusé de Lori. Les deux adultes se rendent compte qu'ils possèdent chacun la moitié des qualités requises pour traiter les animaux : lui, la science et la chirurgie ; elle, le pouvoir de l'amour.
Pendant ce temps, Thomasina recouvre des bribes de mémoire ; elle réalise qu'elle a oublié quelque chose d'important, mais quoi ? Elle se souvient alors du chemin de la maison de Mary et de son père. Elle s'y rend de nuit et sous une pluie battante, et arrive devant le fenêtre de sa petite maîtresse. Mary ne la reconnaît d'abord pas, croyant à un fantôme, ce qui fait s'enfuir le chat, qui retourne dans l'abri de Lori. La fillette se met à courir après son chat en chemise de nuit. MacDhui a entendu sa fille crier le nom de Thomasina ; il se précipite au dehors et découvre Mary allongée sur le sol, fiévreuse. Elle a attrapé une pneumonie. Son père se surprend à prier pour que quelqu'un vienne soigner sa fille.
Plus tard, ils apprennent que des Tsiganes venus installer un cirque, traitent leurs animaux cruellement. Alors qu'ils tentent de les raisonner, Lori et le vétérinaire tombent amoureux.
Dans la vallée, la foudre frappe un arbre proche de la cabane de Lori, et soudain, toute la mémoire revient à Thomasina. Elle se précipite à la maison des MacDhui, suivie par Lori. La jeune femme utilise sa médecine pour sauver Mary mais cette dernière a perdu l'envie de vivre ce qui réduit ses chances de guérison. Thomasina revient devant la fenêtre de Mary, mais en voyant MacDhui elle refuse d'entrer dans la chambre car elle le considère comme son meurtrier. MacDhui prend Thomasina et la place dans les bras de Mary. En voyant son cher animal, la vie et son amour pour son père reviennent en elle.
L'amour de Lori pour MacDhui a changé celui-ci. Ils se marient, formant une équipe de vétérinaire parfaite, tandis que Thomasina entame sa troisième vie de chat.

## Fiche technique
- Titre français : Les Trois Vies de Thomasina
- Titre original : The Three Lives of Thomasina
- Réalisation : Don Chaffey
- Scénario : Robert Westerby d'après le roman Thomasina, the Cat Who Thought She Was God (en)[a] de Paul Gallico (1957)
- Direction artistique : Micahel Stringer
- Décors : Vernon Dixon
- Costumes : Margaret Furse
- Maquillage : Harry Frampton
- Coiffure : Betty Sheriff
- Photographie : Paul Beeson
  - Photographie additionnelle : Ray Sturgess et Michael Reed
- Effets spéciaux : Ub Iwerks, Jim Fetherolf
- Son : Jonathan Bates, C. C. Stevens, Gordon McCallum
- Montage : Gordon Stone (image) ; Evelyn Kennedy (son)
- Musique : Paul J. Smith
  - Chansons : Terry Gilkyson (Thomasina)
  - Orchestrations : Walter Sheets
  - Direction musicale : Eric Rogers
- Production : Walt Disney ; Hugh Attwooll (associé)
- Société de production : Walt Disney Productions
- Société de distribution : Buena Vista Distribution Company
- Pays d'origine : États-Unis
- Langue : anglais
- Format : couleurs - 35 mm - 1,75:1 - son : mono
- Genre : drame psychologique, drame animalier, fantastique
- Durée :  97 min
- Dates de sortie :
  - États-Unis : 11 décembre 1963 (New York) ; 3 juin 1964[2],[b] (sortie nationale)
  - France : [Quand ?]

Sauf mention contraire, les informations proviennent des sources concordantes suivantes : Leonard Maltin, John West et IMDb

## Distribution
- Patrick McGoohan : Andrew McDhui
- Susan Hampshire : Lori MacGregor
- Karen Dotrice : Mary McDhui
- Vincent Winter : Hughie Stirling
- Denis Gilmore : Jamie McNab
- Laurence Naismith : le révérend Angus Peddie
- Finlay Currie : Grandpa Stirling
- Wilfrid Brambell : Willie Bannock
- Jean Anderson : Mme MacKenzie
- Francis De Wolff : Targu
- Jack Stewart : Birnie
- Ewan Roberts : l'agent McQuarrie
- Oliver Johnston : M. Dobbie
- Matthew Garber : Geordie McNab
- Charles Carson : le docteur
- Nora Nicholson : la vieille femme
- Elspeth March : Thomasina (voix)
- Alex Mackenzie
- Ruth Dunning
- Gwen Nelson

Source : Leonard Maltin, Dave Smith, John West et IMDb

## Origine et production
Les Trois Vies de Thomasina est le second film réalisé par Don Chaffey pour les studios Disney après Bobby des Greyfriars (1961) et est une adaptation du roman Thomasina, the Cat Who Thought She Was God (en) (1957) de Paul Gallico. Entre-temps, Chaffey a réalisé Jason et les Argonautes (1963). Ce second film Disney reprend le principe de Bobby des Greyfriars de Dennis Bertera ou de L'Oie des neiges (The Snow Goose (en), 1941), autre roman de Gallico mêlant les animaux et les hommes dans des histoires d'amour touchantes. C'est un énième film produit par Disney au Royaume-Uni aux Pinewood Studios.

## Tournage
La totalité du village d'Inveranoch a été construit dans le studio de Pinewood comme une réplique de 1912 de la ville d'Inveraray,. Le directeur artistique Michael Stringer a passé un mois en Écosse à la recherche de décors pour recréer le village. Pour déduire les coûts, le studio a réaménagé le décor de village français construit pour le téléfilm L'Affaire du cheval sans tête (1963),. Cent ouvriers et huit semaines ont été nécessaires pour la transformation en un nouveau village de 150 ha comprenant trente échoppes et maisons, une église et un marché aux poissons. Le cottage de Lori McGregor a, lui, été construit à Black Pearl, une zone naturelle préservée de 40 ha près de Pinewood. Les chariots de la caravane tsigane utilisés à la fin du film avaient réellement plus de cent ans et ont été achetés par l'acteur Patrick McGoohan après la fin de la production pour les installer dans sa demeure du Sussex et les offrir à ses enfants.
L'actrice Samantha Eggar avait d'abord été initialement sélectionnée pour le rôle de Lori McGregor mais c'est Susan Hampshire qui fut retenue. Afin d'améliorer le film, le réalisateur Don Chaffey et Susan Hampshire ont décidé qu'elle devait habituer les animaux à être près d'elle. Pour cela, elle a accueilli chez elle dans son petit appartement six lapins, quatre chats, une biche, un blaireau, un renard et un mainate.
Quatre chats ont été utilisés pour jouer le rôle de Thomasina, dont un mâle. Le dressage des animaux pouvait être à la fois simple ou compliqué. Par exemple, pour faire cligner la paupière d'un chat, le dresseur soufflait simplement dans une paille, mais pour le faire sortir de la maison et grimper dans un arbre, deux semaines de répétitions ont été nécessaires.

## Sortie et accueil
La plupart des critiques trouvent quelque chose à admirer dans le film Les Trois Vies de Thomasina mais estiment qu'il reste trop « mou. » Howard Thompson du New York Times écrit que le film est « sentimental, extrêmement gentillet et convient mieux aux petites filles,. » Il ajoute qu'il est inconcevable de prendre, jeune ou vieux, la voix de cristal de Susan Hampshire pour celle d'une sorcière,. Robert Salmaggi du Herald Tribune écrit lui que même le film possède un certain charme et la marque d'un bon Disney, l'action pousse le public à s'affaisser après les premières scènes pour ne reprendre un rythme qu'à la fin. Variety note simplement que le film manque de sensation.
Le film a été diffusé à la télévision dans l'émission Walt Disney's Wonderful World of Color  sur NBC en trois épisodes, les 14, 21 et 28 novembre 1965. Le film a été édité en vidéo en 1985 et 1993.
La prestation de Susan Hampshire a été tellement appréciée par le studio Disney que celui-ci signe à nouveau avec l'actrice deux ans plus tard pour Le Prince Donegal (1966). De même, la jeune Karen Dotrice, la fille de Roy Dotrice, a été invitée en Californie pour participer au tournage de Mary Poppins (1964),. Face au succès du film, le studio a proposé d'adapter un second roman de Paul Gallico, Des fleurs pour Mrs Harris, Mrs. 'Arris Goes to Paris, 1958, mais la mort de Walt Disney a stoppé le projet. Le roman a toutefois été adapté en téléfilm en 1992, sous le nom Tous les rêves sont permis avec Angela Lansbury dans le rôle-titre et Omar Sharif, puis au cinéma en 2022 sous le titre Une robe pour Mrs. Harris, avec Lesley Manville dans le rôle-titre, Isabelle Huppert et Lambert Wilson.

## Analyse
Cette seconde production Disney de Don Chaffey est pour Leonard Maltin à l'image de la première, délicate et charmante et avec un scénario adorable, des solutions imaginatives et une distribution excellente bien mieux que son prédécesseur. Maltin ajoute que le film aurait pu attirer un public plus large s'il avait été ressorti. Certains des éléments du scénario, ajoutés ou non, sont devenus des standards de Disney. Maltin note parmi ces points : l'humanisation d'un personnage adulte froid, une narration centrée sur les enfants, une séquence « magique » - ici le voyage de Thomasina dans un paradis félin - et le fait de donner la parole à un animal, ici uniquement pour les besoins de la narration.
Pour John West, le film est « excellent avec un rendu magnifique et superbe de l'histoire de Paul Gallico ». West cite Paul Gallico qui avait été invité sur le tournage aux Pinewood Studios mais qu'il s'est senti obligé de quitter les lieux rapidement quand il a constaté que son histoire avait été mutilée.

## Adaptation russe du film
Une adaptation plus récente de ce roman a été réalisée en Russie en 1991 sous le titre de Bezumnaya Lori.